# Tipula (Lunatipula) onusta
Tipula (Lunatipula) onusta is een tweevleugelige uit de familie langpootmuggen (Tipulidae). De soort komt voor in het Palearctisch gebied.